# 太田听雨
太田听雨（日语：太田聴雨，1897年10月18日—1958年3月2日），日本画家。生于宫城县仙台市。真名荣吉，别号翠岳。日本美术院同人。1909年迁往东京。1910年师从内藤晴州。参加了1915年成立的青树社（于1934年解散）。1927年师从前田青邨。1930年首次入选日本美术院展。从1951年直到去世，他一直是东京艺术大学的助理教授。
代表作有《种牛痘》（1934年），收藏于京都市美术馆；《观星仕女图》（1936年），收藏于东京国立近代美术馆。